# Rudolf von Roth

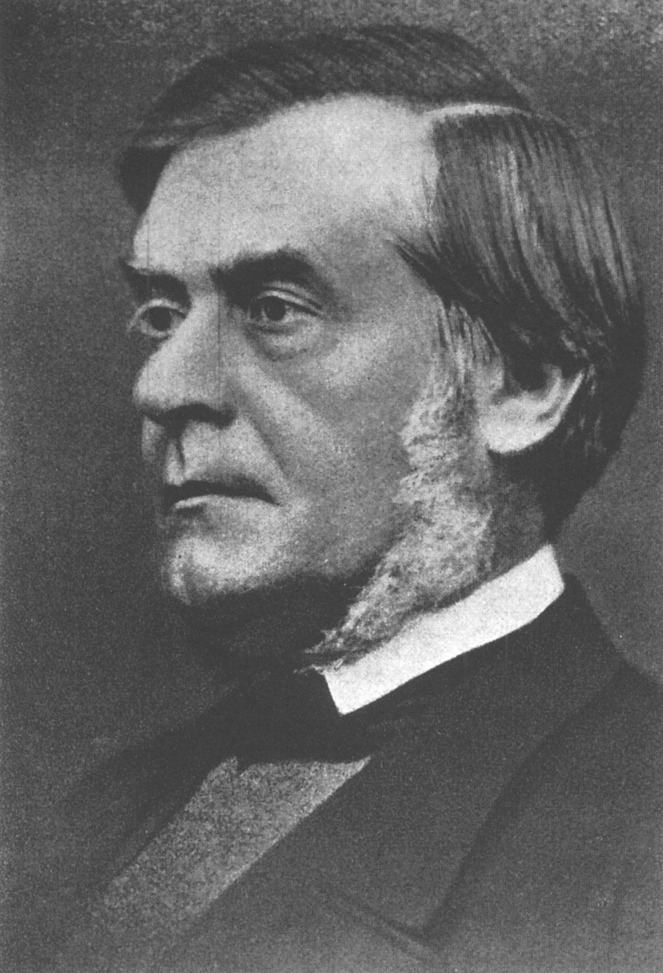
Rudolf von Roth

Walter Rudolf Roth, ab 1872 von Roth, (auch Walter Rudolph Roth; * 3. April 1821 in Stuttgart; † 23. Juni 1895 in Tübingen) war ein deutscher Indologe und Religionswissenschaftler.

## Leben
Rudolf von Roth studierte in Tübingen (bei Heinrich Ewald), Berlin und Paris (unter Eugène Burnouf) sowie in London, wo er in der Handschriftensammlung des East India House den Stoff zu seinen Arbeiten über älteste Sanskritliteratur sammelte, habilitierte sich 1845 in Tübingen und wurde dort 1848 zum Extraordinarius und 1856 zum ordentlichen Professor für den indischen Zweig der orientalischen Sprachen ernannt und zusätzlich zum Oberbibliothekar der Universitätsbibliothek. Sein Programm von der Verbindung von Indologie und allgemeiner Religionsgeschichte wurde Kennzeichen des Tübinger Lehrstuhls. Seit 1852 war er auswärtiges Mitglied der Bayerischen Akademie der Wissenschaften. Die Russische Akademie der Wissenschaften nahm ihn 1855 als korrespondierendes Mitglied auf. 1861 wurde er Mitglied der Preußischen Akademie der Wissenschaften. Er gilt als einer der Begründer der modernen Vedaforschung. Eine seiner herausragendsten Leistungen ist sicherlich die Mitarbeit an Böhtlingks monumentalem, epochemachenden Petersburger Wörterbuch (PW, 7 Bde., 1855–1875).
Im Jahr 1872 wurde er mit dem Ritterkreuz 1. Klasse des Ordens der Württembergischen Krone ausgezeichnet, das mit dem persönlichen Adelstitel verbunden war. 1891 erhielt er das Kommenturkreuz dieses Ordens.

## Mitgliedschaften
Rudolf von Roth war Mitglied der Deutschen Morgenländischen Gesellschaft.
Als Student wurde er Mitglied der Tübinger Königsgesellschaft Roigel.

## Schriften (Auswahl)
- Zur Literatur und Geschichte des Weda. Drei Abhandlungen [Habilitation]. Stuttgart: Liesching 1846.
- Brahma und die Brahmanen. In: Zeitschrift der Deutschen Morgenländischen Gesellschaft, Band 1. 1847. S. 66–86 (Digitalisat).
- Ueber das Würfelspiel bei den Indern. In: Zeitschrift der Deutschen Morgenländischen Gesellschaft, Band 2. 1848. S. 122–125 (Digitalisat).
- Die Sage von Feridun in Indien und Iran. In: Zeitschrift der Deutschen Morgenländischen Gesellschaft, Band 2. 1848. S. 216–230 (Digitalisat).
- Die Sage von Dschemschid. In: Zeitschrift der Deutschen Morgenländischen Gesellschaft, Band 4. 1850. S. 417–433 (Digitalisat).
- Ueber die zweckmässigste Weise den Rigveda einzutheilen und zu citiren. In: Zeitschrift der Deutschen Morgenländischen Gesellschaft, Band 4. 1850. S. 514–515 (Digitalisat).
- Die höchsten Götter der arischen Völker. In: Zeitschrift der Deutschen Morgenländischen Gesellschaft, Band 6. 1852. S. 67–77 (Digitalisat).
- Etymologisches zum Avesta. In: Zeitschrift der Deutschen Morgenländischen Gesellschaft, Band 6. 1852. S. 243–248 (Digitalisat).
- mit William Dwight Whitney (Hrsg.): Atharvavedasamhita. Berlin: Dümmler 1856.
- (Hrsg.): Urkunden zur Geschichte der Universität Tübingen aus den Jahren 1476 bis 1550. Laupp, Tübingen 1877 (Digitalisat).
- Das Büchergewerbe in Tübingen vom Jahr 1500 bis 1800. Laupp, Tübingen 1880 (Digitalisat).
- Die fürstliche Liberei auf Hohentübingen und ihre Entführung im Jahr 1635. Fues, Tübingen 1888 (Digitalisat).
- Kleine Schriften. Hrsg. von Konrad Meisig. Stuttgart: Steiner 1994 (Glasenapp-Stiftung 36), ISBN 3-515-06346-3.
- Otto von Böhtlingk / Rudolf von Roth: Briefe zum Petersburger Wörterbuch 1852-1885, hrsg. von Heidrun Brückner und Gabriele Zeller. Zwei Bände, Hauptband und Index (= Glasenapp-Stiftung, Bd. 45). Harrassowitz, Wiesbaden 2007/2015, ISBN 978-3-447-05641-0 und ISBN 978-3-447-10417-3.